# Клудно (гміна Венява)
Клудно (пол. Kłudno) — село в Польщі, у гміні Венява Пшисуського повіту Мазовецького воєводства.
Населення — 391 особа (2011).
У 1975-1998 роках село належало до Радомського воєводства.

## Демографія
Демографічна структура станом на 31 березня 2011 року:
|          | Загалом | Допрацездатний вік | Працездатний вік | Постпрацездатний вік |
| -------- | ------- | ------------------ | ---------------- | -------------------- |
| Чоловіки | 197     | 46                 | 132              | 19                   |
| Жінки    | 194     | 36                 | 106              | 52                   |
| Разом    | 391     | 82                 | 238              | 71                   |